# Greenwoodochromis
Greenwoodochromis Poll, 1983 è un genere di pesci d'acqua dolce appartenente alla famiglia Cichlidae, sottofamiglia Pseudocrenilabrinae.

## Distribuzione e habitat
Queste specie sono diffuse in Africa, endemiche del lago Tanganica.

## Descrizione
Le dimensioni si attestano sui 15–18 cm.

## Specie
Il genere comprende 2 specie:
- Greenwoodochromis bellcrossi
- Greenwoodochromis christyi